# Stenomacrus molestus
Stenomacrus molestus là một loài tò vò trong họ Ichneumonidae.